# Macastre
Macastre – gmina w Hiszpanii, w prowincji Walencja, we wspólnocie autonomicznej Walencja, o powierzchni 37,66 km². W 2011 roku liczyła 1308 mieszkańców.